# Werbig
Werbig – dzielnica miasta Seelow, w kraju związkowym Brandenburgia, w powiecie Märkisch-Oderland. W 2011 roku liczyła 671 mieszkańców. Znajduje się tu stacja kolejowa.